# Jiusein Mejmedov
Jiusein Mejmedov (Bulgaria, 25 de enero de 1924-Estambul, 9 de marzo de 2014) fue un deportista búlgaro especialista en lucha libre olímpica donde llegó a ser subcampeón olímpico en Melbourne 1956.

## Carrera deportiva
En los Juegos Olímpicos de 1956 celebrados en Melbourne ganó la medalla de plata en lucha libre olímpica estilo peso pesado, tras el luchador turco Hamit Kaplan (oro) y por delante del finlandés Taisto Kangasniemi (bronce). 